# Novocrania lecointei
Novocrania lecointei är en armfotingsart som först beskrevs av Louis Joubin 1901.  Novocrania lecointei ingår i släktet Novocrania och familjen Craniidae. Inga underarter finns listade i Catalogue of Life.